# Окинами (1943)
Окинами (яп. 沖波 в переводе — «Гребень морской волны») — японский эсминец типа «Югумо».

## История
Заложен на Верфи Maizuru KK. Спущен 18 июля 1943 года, вошёл в строй 10 декабря 1943. Два с половиной месяца после завершения Окинами провел в водах Японских островов, с 10 февраля 1944 он принадлежал к 31-й дивизии эскадренных миноносцев.
26 февраля – 8 марта 1944 г. эсминец сопровождал конвой с войсками из Уджины (северо-восточное побережье Кюсю) в Сайпан и Гуам (Марианские острова). 29 февраля Окинами вместе с эсминцем «Асасимо» и «Кисинами» принял участие в охоте на USS Trout, завершившуюся гибелью субмарины. После этого Окинами вместе с «Асасимо» вели спасение людей из транспорта «Сакито-Мару», торпедированного USS Trout и затонувшего в ночь на 1 марта. Эсминцам удалось подобрать 1.700 человек, но 2.500 погибли. 16 марта Окинами вернулся в Японию.
С 20 марта по 2 апреля 1944-го эсминец сопровождал конвои по маршруту Йокосука – атолл Трук – Сайпан, а с 3 апреля по 7 мая совершил для охраны танкерных перевозок рейс Сайпан – Таракан и Баликпапан (центры нефтедобычи на востоке Борнео).
В первой половине мая 1944-го японское командование перевело главные силы в Тави-Тави, поскольку оно ожидало неизбежной вражеской атаки на главный оборонительный периметр Империи (Марианские острова–Палау–Западная часть Новой Гвинеи)  и производило подготовку к противодействию. Окинами при этом 13-15 мая сопровождал танкерный конвой Баликпапану в Тави-Тави, а 16-19 мая совершил рейс в Давао и обратно.
10–12 июня 1944-го Окинами вместе с еще 3 эсминцами и легким крейсером сопровождал два самых мощных японских линкора к острову Бачан  в рамках операции по прикрытию доставки подкреплений на остров Биак, где в конце мая высадились союзники. Впрочем, того же 12 июня 1944 года американцы начали операцию по овладению Марианскими островами. Главные силы японского флота вышли для контратаки, причем корабли из Бачана после перехода 13 – 16 июня присоединились к основному соединению. Во время битвы 19 – 20 июня в Филиппинском море Окинами вместе с другими 6 эсминцами составлял охрану "отряда С", главную силу которого составляли линкоры и тяжелые крейсеры. В битве японцы потерпели тяжелое поражение, а через несколько суток флот вернулся в Куре. 8–16 июля 1944 года Окинами принял участие в сопровождении главных сил из Японии на якорную стоянку Лингга.
18 октября 1944-го главные силы японского флота покинули Лингга для подготовки к противодействию неизбежной вражеской атаке на Филиппины. Они проследовали через Бруней, после чего разделились на два соединения. Окинами вошел в эскорт главных сил адмирала Курити, проследовавших через море Сибуян, а затем вышли в Филиппинское море и 25 октября провели бой у острова Самар с группой эскортных авианосцев. Во время последнего Окинами получил определенные повреждения от близких разрывов и обстрелов с самолетов, потери составили 34 члена экипажа. Также эсминец подобрал более четырехсот моряков из утопленного крейсера «Судзуя». После боя началось отступление остатков японского флота, при этом 27 – 28 октября Окинами эскортировал поврежденный тяжелый крейсер «Кумано» из острова Корон в Манилу.
1–2 ноября 1944 года Окинами принял участие в транспортной операции TA, целью которой было доставление подкреплений на остров Лейте. Вместе с еще 5 эсминцами он составил третий эшелон конвоя TA-2 и совершил успешный рейс из Манилы в залив Ормок и обратно.
11 ноября 1944 года потоплен американской авиацией с TF38 у Манилы в точке 14°35′ с. ш. 120°50′ в. д..